# Keio Challenger International Tennis Tournament 2000
Il Keio Challenger International Tennis Tournament 2000 è stato un torneo di tennis facente parte della categoria ATP Challenger Series nell'ambito dell'ATP Challenger Series 2000. Il torneo si è giocato a Yokohama in Giappone dal 30 ottobre al 5 novembre 2000 su campi in sintetico indoor.

## Vincitori

### Singolare
Eric Taino ha battuto in finale  Julian Knowle con il punteggio di 7–6(5), 6–4.

### Doppio
Yves Allegro /  Julian Knowle hanno battuto in finale  Tom Crichton /  Ashley Fisher con il punteggio di 6–3, 7–6(2).